# Bamra delicata
Bamra delicata är en fjärilsart som beskrevs av George Francis Hampson 1922. Bamra delicata ingår i släktet Bamra och familjen nattflyn. Inga underarter finns listade i Catalogue of Life.